# Dumbo (film, 2019)
A Dumbó (eredeti cím: Dumbo) 2019-es amerikai fantasy-kalandfilm, melyet Tim Burton rendezett, Ehren Kruger forgatókönyvéből. A főszereplők Colin Farrell, Michael Keaton, Danny DeVito, Eva Green, és Alan Arkin.
A filmet az Amerikai Egyesült Államokban 2019. március 29-én, míg Magyarországon egy nappal korábban március 28-án mutatták be a mozokban a Fórum Hungary forgalmazásában.
Egy fiatal elefánt, akinek túlméretezett fülei lehetővé teszik számára a repülést, segít megmenteni egy anyagi gondokkal küszködő cirkuszt, de amikor a cirkusz új tulajdonost kap, Dumbo és barátai sötét titkokat fedeznek fel a fényes külső mögött. 

## Cselekmény
Korábbi lovas előadóművész, majd 1919-ben az első világháborús amputált Holt Farrier a háború után visszatér korábbi munkaadójához, a Medici Brothers' Circushoz, amelyet Max Medici vezet. A cirkusz anyagi gondokba került, és Medici elárulja, hogy kénytelen volt eladni a lóistállóját, miután Holt felesége és társművésze, Annie meghalt a spanyolnátha járványban; helyette felveszi Holtot a cirkusz vemhes ázsiai elefánt gondozójának. Az elefánt világra hoz egy kis elefántot, szokatlanul nagy fülekkel, ezért Medici megparancsolja Holtnak, hogy rejtse el a füleket, mert fél, hogy a közönség hogyan reagálna egy ilyen deformációra.
A kis elefánt azonban a Missouri állambeli Joplinban tartott bemutatkozó előadásán véletlenül felfedi a füleit, a tömeg pedig nevetve és gúnyosan „Dumbó”-nak nevezi el, miközben mogyoróval és más tárgyakkal dobálják. Dumbo anyja elborzadva és feldühödve fia rossz bánásmódjától, tombolni kezd, nagy károkat okoz, közben véletlenül megöli azt a gondozót, aki szembeszáll vele. A közfelháborodást megelőzve Medici arra kényszerül, hogy eladja a nőstény elefántot. Holt fia és lánya, Joe és Milly Farrier vigasztalják Dumbót, és felfedezik, hogy a füleivel csapkodva repülni tud. A gyerekek azt is felfedezik, hogy madártollak a kulcsa annak, hogy Dumbo hajlandó legyen repülni.
Dumbót ezután arra kényszerítik, hogy eljátssza a tűzoltó bohóc szerepét egy előadásban, ahol az ormányából kifújt vízzel kell eloltania egy tüzet, de az előadás balul sül el, Dumbo csapdába esik egy magas emelvényen, amelyet lángok vesznek körül. Milly egy tollat ad Dumbónak, ami önbizalmat ad neki, hogy biztonságba repüljön. A közönség megdöbben, és a tehetségének híre terjedni kezd. V. A. Vandevere, a New York-i Dreamland nevű vidámpark gazdag tulajdonosa megkeresi Medicit, és együttműködést javasol; Medici Vandevere üzlettársa lesz, és a Medici Brothers' Circus társulatát állandóan alkalmaznák a Dreamland-ben való fellépésre, ami megoldaná az anyagi gondjaikat.
Vandevere követeli, hogy Dumbo a sztárművésznőjével, a francia trapéz művésznővel, Colette Marchant-nal repüljön. Colette és Dumbo bemutatkozó előadása Dreamland-ben balul sül el, amikor Dumbo majdnem leesik egy magas emelvényről, és pánikszerűen trombitálni kezd, miután rájön, hogy nincs biztonsági háló. Dumbo meghallja az anyja hívását válaszul, és rájön, hogy az anyja a Rémálom-sziget nevű kiállításon van, máshol Dreamland-ben. Dumbo kirepül a cirkuszi manézsból, hogy újra találkozzon az édesanyjával, a közönség nagy csalódására. Dumbo engedetlensége miatt feldühödve, és félve a makulátlan hírnevének elvesztésétől, Vandevere kirúgja a Medici-társulatot, és elrendeli, hogy Dumbo anyjának kiállítását zárják be.
Amikor Holt és a Medici-társulat többi tagja megtudja, hogy Vandevere el akarja altatni Dumbo anyját, és a két elefánt számára már nem biztonságos, hogy ott maradjanak, elhatározzák, hogy mindkettőt kiszabadítják. A cirkuszi artisták a különböző tehetségüket felhasználva kiengedik a nőstény elefántot a ketrecéből, miközben Holt és Colette irányítják Dumbót, hogy kirepüljön a cirkuszból. Vandevere megpróbálja megállítani őket, de Dreamland elektromos rendszerének helytelen kezelésével tüzet okoz, amely elterjed és elpusztítja a parkot.
Miután Dumbo megmenti Holtot és családját a tűztől, a család Colette-tel és a társulat többi tagjával együtt elviszi Dumbót és anyját a kikötőbe, ahol hajóra szállnak, hogy hazatérjenek szülőhazájukba, Indiába.
Néhány évvel később az átnevezett Medici Családi Cirkusz újra megalakul és virágzik, Colette-tel, mint a társulat legújabb tagjával, Millyvel, mint egy tudományos előadás-kiállítás házigazdájával, és a cirkusz új politikájának megfelelően a fellépők állatoknak öltöznek, akik nem használnak fogságban tartott vadállatokat a szórakoztatáshoz.
Eközben Dumbo és anyja találkozik a vadon élő elefántok csordájával, akik megtapsolják legújabb tagjaikat, miközben Dumbo repked az örömtől.

## Szereplők
| Szereplő             | Színész        | Magyar hang        | Szerep |
| -------------------- | -------------- | ------------------ | --- |
| Holt Farrier         | Colin Farrell  | Czvetkó Sándor     | Háborús veterán, korábban cirkuszi művész Kentucky-ban, akit Medici felbérel az újszülött elefántbébi gondozására.            |
| V. A. Vandevere      | Michael Keaton | Csankó Zoltán      | Kegyetlen és titokzatos vállalkozó, aki megszerzi a cirkusz vezetését, hogy kihasználhassa az elefántot.                      |
| Max Medici           | Danny DeVito   | Forgács Gábor      | Porondmester és a cirkusz kisebb részben tulajdonosa, aki azért küzd, hogy visszaszerezze az irányítást Vandevere kezei alól. |
| Colette Marchant     | Eva Green      | Varga Gabriella    | Francia trapézművész, aki a cirkuszban szokott fellépni.                                                                      |
| J. Griffin Remington | Alan Arkin     | Szilágyi Tibor     | Wall Street-i iparmágnás. |
| Milly Farrier        | Nico Parker    | Vida Sára          | Holt lánya. |
| Joe Farrier          | Finley Hobbins | Sándor Barnabás    | Holt fia. |
| Rongo                | DeObia Oparei  | Bognár Tamás       | [ 11 ] |
| Neils Skellig        | Joseph Gatt    | Bozsó Péter        | [ 12 ] |
| Miss Atlantis        | Sharon Rooney  | Kokas Piroska      | [ 13 ] |
| Puck                 | Frank Bourke   | Vincze Gábor Péter | |
| Baritone Bates       | Michael Buffer | Both András        | Dreamland-beli porondmester.                                                                                                  |